# Not the End of the World
«Not the End of the World» es una canción de la cantante estadounidense Katy Perry de su sexto álbum de estudio Smile (2020), que fue lanzado el 28 de agosto de 2020. Como sexta pista del disco, la canción fue escrita por Perry , Michael Pollack, Madison Love, Jacob Hindlin y Andrew Goldstein, y fue producida por Goldstein y Oscar Görres. «Not the End of the World» es una canción trap-pop con un ritmo disco subyacente, que contiene una melodía del éxito de 1969 «Na Na Hey Hey Kiss Him Goodbye» interpretado por Steam.
Tras su lanzamiento, recibió críticas generalmente desfavorables de los críticos de música, quienes despreciaron su mensaje en el contexto de la pandemia de COVID-19. Su video musical fue lanzado el 21 de diciembre de 2020, dirigido por el dúo Similar But Different (Charlotte Fassler y Dani Girdwood). El video muestra a un grupo de extraterrestres de piel azul que secuestran accidentalmente a la actriz estadounidense Zooey Deschanel, confundiéndola con Perry. En Twitter, la cantante Taylor Swift, amiga de Perry, calificó la idea del video como brillante.

## Lanzamiento y promoción
«Not the End of the World» fue lanzado como la sexta pista del sexto álbum de estudio de Perry, Smile (2020). También se incluyó en su sexto extended play, Cosmic Energy, lanzado el 18 de diciembre de 2020. El 21 de diciembre de 2020, Perry lanzó un video musical de la canción. La letra de la canción fue criticada por ser inapropiada para ser publicada durante la pandemia de COVID-19. Joe Muggs, de newspaper, dijo que la narrativa «disfruta del viaje de la canción está fuera de lugar». Escribiendo para Insider, Courteney Larocca comentó lo inapropiado que fue lanzar una canción así durante la pandemia de COVID-19, diciendo: «Tengo entendido que esta canción probablemente se hizo prepandémica, pero eso todavía no excusa la decisión de lanzarla».
Perry también interpretó «Not the End of the World» como parte de un popurrí con «Never Really Over» y «Roar» durante la Gala T Mall Double 11 en noviembre de 2020.

## Recepción de la crítica
Nick Malone de PopMatters dijo que la letra de la canción "se enfoca en una nebulosa positividad" y es "demasiado cursi para contener cualquier patetismo" cuando calificó a la canción como una "hermana demasiado ambiciosa" de "Dark Horse" (2013). Al comentar sobre la voz de Perry, Dani Blum de Pitchfork dijo que la canción tiene su "pseudo-rap" sobre "un adivino es 'revertir el fracaso'". Emily Mackay de The Guardian dijo que la canción "se siente olvidable y anónima". Callie Ahlgrim, de Insider, escribió que la canción está "extremadamente desafinada", "más estereotipada que divertida y más radioactiva que adictiva", y que la interpolación de 'Na Na Hey Hey Kiss Him Goodbye' "tiene un impacto que crea más confusión. que cualquier otra cosa ". Alexa Camp de Slant Magazine afirma que el éxito de la canción "se basa casi en su totalidad en una melodía tomada del éxito de Steam de 1969" Na Na Hey Hey Kiss Him Goodbye "y señaló similitudes con" Dark Horse ".
Mike Wass, de Idolator, llamó a "Not the End of the World" un "punto culminante de Smile"  y "Na Na Hey Hey Kiss Him Goodbye" gancho "adictivo". Aynslee Darmon de ET Canada dijo que la canción es "la pista perfecta para terminar 2020".
Riccardo De Col, de l'Angolo di Richard en una reseña más positiva de la canción, afirmó que es "una canción que actúa como enlace" entre la primera y la segunda parte del álbum, y que es "una canción que me encanta" y que podría ser un buen single, incluso si no está en los niveles de "Cry About It Later" y "Resilient", la canción nos ayuda a entender a Katy, quien dice "rebotó en el flop, disfruto el viaje". Tiene un puente y es bastante experimental, pero es una buena pieza ".

## Video musical
El video musical «Not the End of the World» fue dirigido por Similar But Different y se publicó en el canal de YouTube de Perry el 21 de diciembre de 2020. Perry anunció el lanzamiento del video el día anterior, el 20 de diciembre, con un fragmento del video de dos segundos. Está protagonizada por la actriz y cantante estadounidense Zooey Deschanel, con quien se ha comparado la apariencia de Perry durante años, lo que le dio la idea de este video durante su baja por maternidad.

### Sinopsis
El video musical comienza con una escena en la que Deschanel lee un periódico con una foto de un OVNI cerca de la tierra en la portada (una referencia a una escena de «Resilient»), en ese momento pasa Perry con un cochecito de bebé que contiene su hija Daisy Dove, y con una gorra de Unsub Records. Desafortunadamente, la Tierra está a punto de ser destruida y los extraterrestres de piel azul, que están obsesionados con Katy, quieren secuestrarla para salvar a la cantante de la destrucción. Cuando un peluche se cae del cochecito, Deschanel lo recoge queriendo devolvérselo a Perry, pero de repente es secuestrada por error por los extraterrestres, quienes piensan que es la cantante, aunque cuando llega a bordo de la nave espacial intenta explicarles que ella no es Perry sino Deschanel. Teletransportada a su platillo volante, se le presenta al capitán alienígena, vestida con atuendos de Perry de épocas anteriores, que incluyen looks de Teenage Dream, y en el fondo se pueden ver varias referencias a «Roar», «Smile» y «California Gurls». Deschanel más tarde les pide a los dos extraterrestres que la secuestraron por error que la ayuden a salvar la Tierra. Ella tiene éxito, desconectando la conexión a Internet de la Tierra. El video termina con Deschanel usando una peluca rubia, que sincroniza con sus labios. Interpreta el último coro de la canción para una multitud de extraterrestres.